# Bythinus securiger
Bythinus securiger är en skalbaggsart som först beskrevs av Reichenbach 1816.  Bythinus securiger ingår i släktet Bythinus, och familjen kortvingar. Arten har ej påträffats i Sverige.